# Майредер, Роза
Роза Майредер — австрийская писательница, художница, музыкант и феминистка, отличавшаяся свободомыслием. Стала первой женщиной, допущенной в клуб акварелистов, а её работа выставлялась в венском Доме художников. Сооснователь художественной школы для девочек и женщин. Одна из основательниц Всеобщей австрийской ассоциации женщин.
В семьдесят лет, в 1928 году, была признана почётным гражданином Вены.

## Ранние годы и замужество
Роза Майредер родилась 30 ноября 1858 года в семье Франца Арнольда Обермайера, владельца процветающей таверны и его второй жены Мари.  Рассказы о семье Розы Майредер, царящей внутри атмосфере и понимании её личности записаны в серии дневниковых записей, первая из которых датирована 28 апреля 1873 года; в то время ей было четырнадцать лет. Её автобиографические дневниковые записи охватывали широкий круг тем — от повседневной жизни до чувств, связанных с войной. 
Майредер получила образование, которое было типично для людей её круга. Частные репетиторы учили её играть на пианино, петь, говорить по-французски и рисовать. Однако Майредер завидовала тому, что её менее склонные к учёбе братья получили больше возможностей для получения образования. И хотя её консервативный отец не верил в образование для девочек, он позволил ей присутствовать на уроках греческого и латинского языков одного из её братьев. Позже влияние этого обучения станет очевидным, так как Майредер восстанет против системы получения женского образования среди среднего класса. Она подвернет критике двойные сексуальные стандарты и проституцию. Одним из примеров её бунта было решение никогда не носить корсет, которое впервые прозвучало, когда ей исполнилось восемнадцать. Этот акт неповиновения был не только социальным заявлением, но и личным нападением на её мать, которая считала, что долг женщины — черпать чувство собственного достоинства от мужа и сыновей.
Став взрослой, Майредер познакомилась с множеством художников, писателей и философов. Одним из наиболее влиятельных событий, повлиявших на будущее Майредер, стали её частые встречи с Йозефом Сторком, в Венском университете прикладного искусства, Рудольфом фон Вальдхаймом, Фридрихом Экштейном и её братьями Карлом, Юлиусом и Рудольфом. Кроме того, значительное влияние на неё оказали труды Ницше, Гёте и Канта. Знакомство с такими людьми позволило Мейредер создать общество единомышленников, которое признавало различия между мужчинами и женщинами в обществе, и поощряло её к обсуждению социальных вопросов, которые её беспокоили.
В 1881 году Роза вышла замуж за архитектора Карла Майредера, который впоследствии стал ректором технического университета в Вене. Брак был гармоничным, но бездетным. В 1883 году Роза сделала аборт, а также у неё было два романа, которые она подробно описывает в своих дневниках. Карл страдал депрессиями с 1912 года до своей смерти в 1935 году.

## Феминизм, искусство и литература

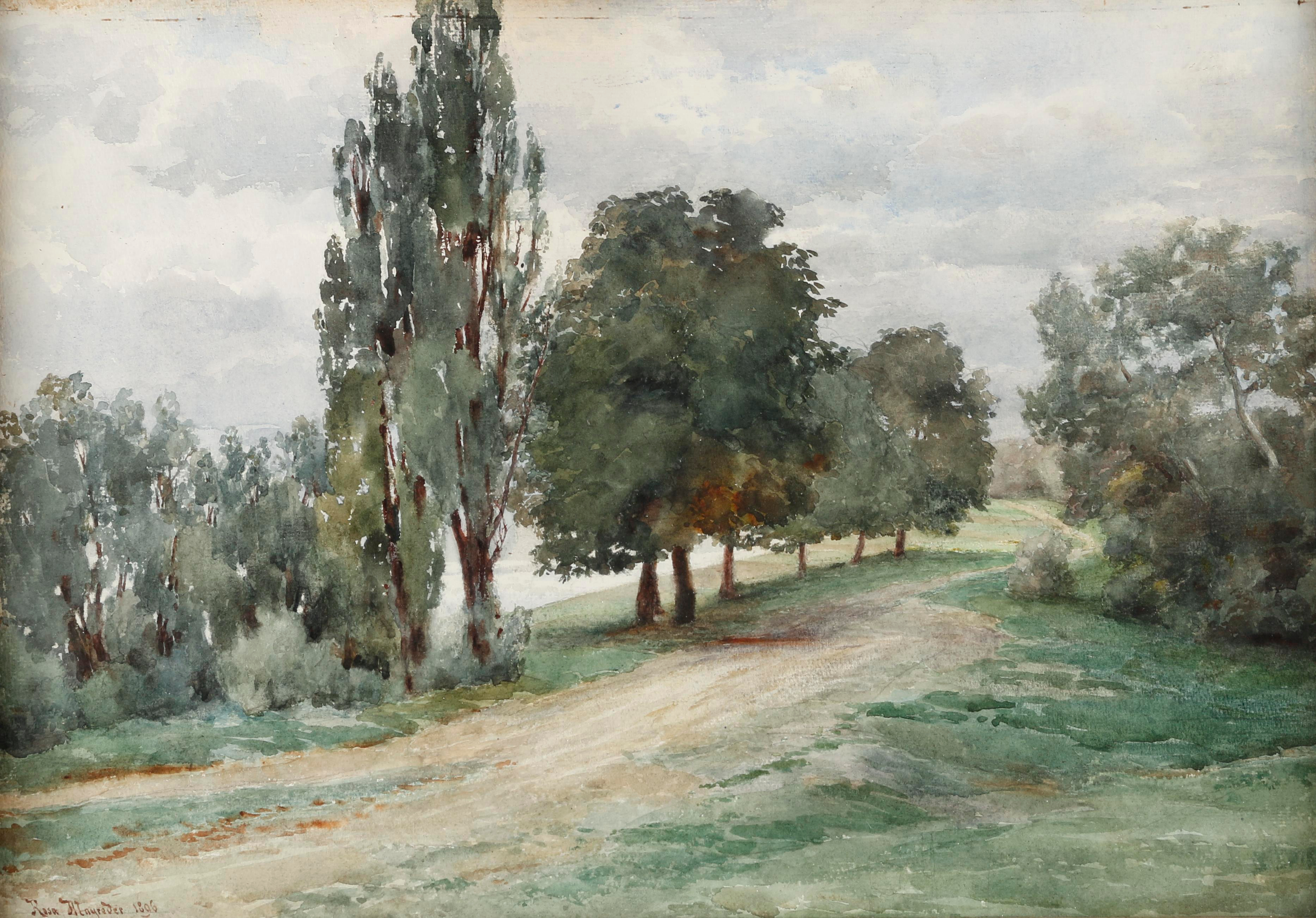
Ландшафт, 1896, Dorotheum, Австрия

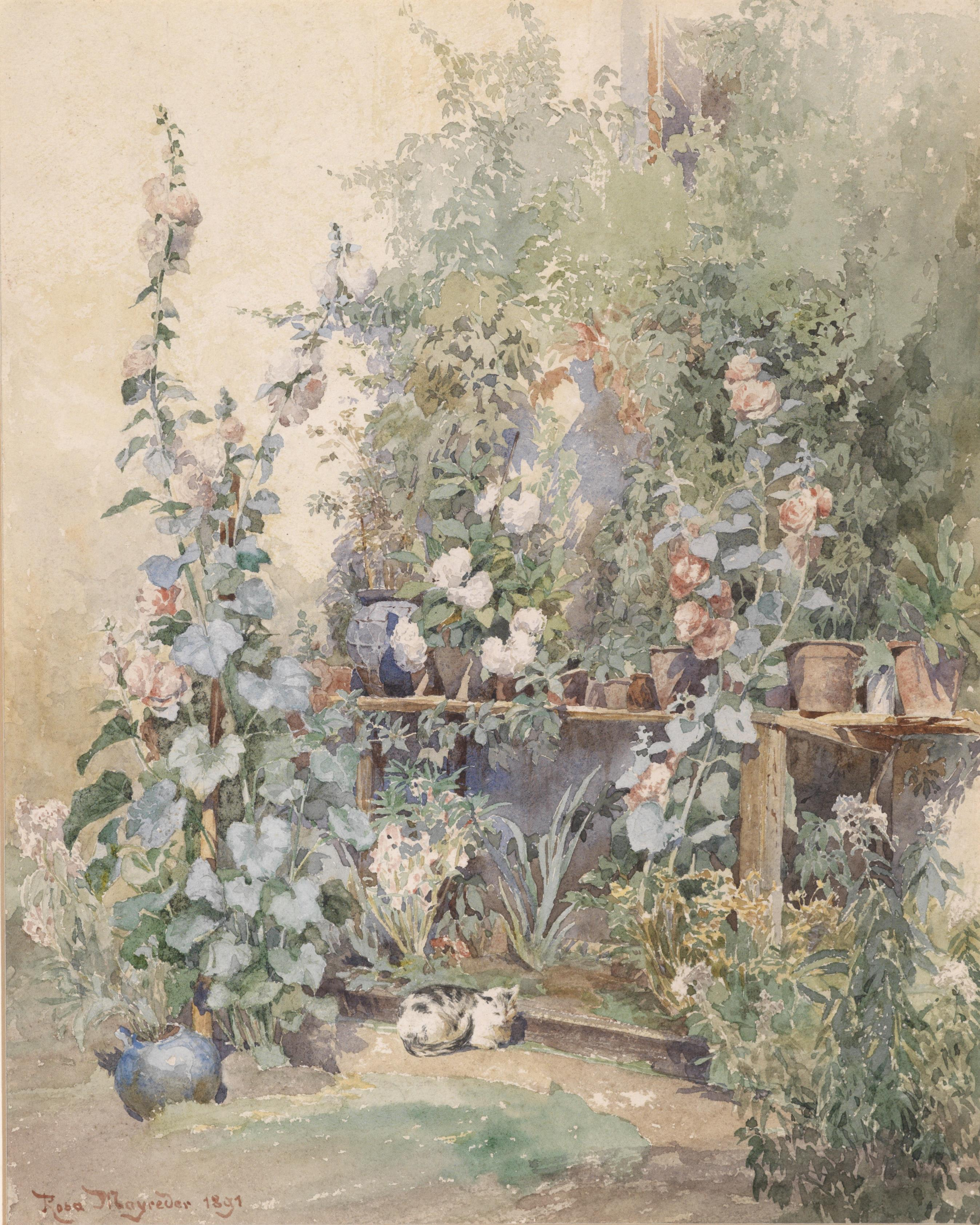
Садовые лилии с котятами, 1891, Dorotheum, Австрия

Роза Майредер была радикальным критиком патриархальных структур общества. На протяжении всей своей взрослой жизни она выражала своё разочарование отсутствием подлинного самовыражения для женщин на протяжении всей истории. Значительная часть её критических замечаний в адрес общества была направлена на реформирование дисбаланса между мужчинами и женщинами и расширение ролей, которые женщины могли бы занимать и выполнять в обществе. Майредер считала борьбу за права женщин своим призванием в жизни, и понимала, что её попытки бороться со статусом-кво были новаторскими для того времени.  В то время как её обвиняли в том, что она была «синим чулком» или вела себя неподобающе, она продолжала открыто критиковать свое окружение.
Майредер опубликовала две литературные работы, оказавшие большое влияние, одна из них — Zur Kritik der Weiblichkeit (К критикам женственности) в 1905 году (позже опубликована на английском языке как обзор женской проблемы в 1912 году). Это был сборник эссе, где опровергались цитаты «принятых» обществом философов, и выражалась авторитетная поддержка в стиле, вдохновлённом идеалами семнадцатого и восемнадцатого веков. На написание Обзора женской проблемы её побудили собственные убеждения, основанные на том, что основа женского движения была вызвана тремя проблемами: экономическими, социальными и этико-психологическими источниками. Второй публикацией Майредер стала Geschlecht und Kultur (Пол и культура) (1923) — последняя работа, в которой критиковались двойные стандарты и дискриминация в отношении женщин, была переведена на английский язык. Она также опубликовала автобиографию, Das Haus in der Landskrongasse.
Помимо писательства, Майредер увлеклась живописью и стала первой женщиной, допущенной в клуб акварелистов. В 1981 году одна из её акварелей была принята на ежегодную выставку в Венском доме художников. Кроме того, Роза основала художественную школу для девочек и женщин с Ольгой Прагер, Мариан Хайниш и Карлом Федерном. 
Роза Майредер стала одной из основательниц Всеобщей австрийской ассоциации женщин. Вскоре она познакомилась с Рудольфом Штейнером (с которым она вступила в длительную и обширную переписку) через активистку движения за права женщин Мари Ланг. У Розы установились теплые дружеские отношения с Хуго Вольфом, и переработала один из своих рассказов в качестве либретто для его оперы Der Corregidor, которая была впервые исполнена в Мангейме в 1896 году. В эти годы Роза опубликовала свой первый роман Aus meiner Jugend (Из моей юности). Позже она познакомилась с Марианной Хайниш, с которой впоследствии работала в австрийской женской ассоциации «Всеобщий австрийский женский клуб», образованной в 1902 году.
Роза Майредер была единственной женщиной-основателем социологической ассоциации Вены, созданной в 1907 году. Во время Первой мировой войны Майредер участвовала в движении за мир и стала в 1919 году председателем Международной женской лиги за мир и свободу (IFFF).

## Философия Ницше
В своих ранних публикациях по различным социальным вопросам, таким как феминизм или общественное здоровье, Майредер с энтузиазмом оценивала работу Ницше. В более поздних работах в конце 1920-х годов она стала критичнее относиться к трудам Ницше, а также к эксцессам возникающего культа вокруг его философии; однако она не отказалась от своей общей оценки Ницше.

## Книги
- Аскетизм и чувственность
- Идол[12]